# ATP Challenger Ostrava
Das ATP Challenger Ostrava (offizieller Name: Ostra Group Open by Puposia) ist ein seit 2004 jährlich stattfindendes Tennisturnier in Ostrava, Tschechien. Es ist Teil der ATP Challenger Tour und wird im Freien auf Sand ausgetragen.

## Liste der Sieger

### Einzel
| Jahr | Sieger                      | Finalgegner           | Ergebnis       |
| ---- | --------------------------- | --------------------- | -------------- |
| 2025 | Zsombor Piros               | Hady Habib            | 6:3, 6:2       |
| 2024 | Damir Džumhur               | Henri Squire          | 6:2, 4:6, 7:5  |
| 2023 | Zdeněk Kolář                | Máté Valkusz          | 6:3, 6:2       |
| 2022 | Evan Furness                | Ryan Peniston         | 4:6, 7:66, 6:1 |
| 2021 | Benjamin Bonzi              | Renzo Olivo           | 6:4, 6:4       |
| 2020 | Aslan Karazew               | Oscar Otte            | 6:4, 6:2       |
| 2019 | Kamil Majchrzak             | Jannik Sinner         | 6:1, 6:0       |
| 2018 | Arthur De Greef             | Nino Serdarušić       | 4:6, 6:4, 6:2  |
| 2017 | Stefano Travaglia           | Marco Cecchinato      | 6:2, 3:6, 6:4  |
| 2016 | Constant Lestienne          | Zdeněk Kolář          | 6:75, 6:1, 6:2 |
| 2015 | Íñigo Cervantes             | Adam Pavlásek         | 7:65, 6:4      |
| 2014 | Andrei Kusnezow             | Miloslav Mečíř junior | 2:6, 6:3, 6:0  |
| 2013 | Jiří Veselý                 | Steve Darcis          | 6:4, 6:4       |
| 2012 | Jonathan Dasnières de Veigy | Jan Hájek             | 7:5, 6:2       |
| 2011 | Stéphane Robert             | Ádám Kellner          | 6:1, 6:3       |
| 2010 | Lukáš Rosol                 | Ivan Dodig            | 7:5, 4:6, 7:64 |
| 2009 | Jan Hájek                   | Ivan Dodig            | 7:5, 6:1       |
| 2008 | Jiří Vaněk                  | Jan Hernych           | 6:3, 4:6, 6:1  |
| 2007 | Bohdan Ulihrach             | Lukáš Dlouhý          | 6:4, 6:4       |
| 2006 | Ivo Minář                   | Marcel Granollers     | 6:1, 6:0       |
| 2005 | Lukáš Dlouhý                | Nicolas Devilder      | 6:4, 7:64      |
| 2004 | Janko Tipsarević            | Peter Luczak          | 6:3, 7:65      |

### Doppel
| Jahr | Sieger                                    | Finalgegner                                | Ergebnis           |
| ---- | ----------------------------------------- | ------------------------------------------ | ------------------ |
| 2025 | Jan Jermář Stefan Latinović               | Finn Reynolds James Watt                   | 7:5, 6:3           |
| 2024 | Jaime Faria Henrique Rocha                | Jakob Schnaitter Mark Wallner              | 7:5, 6:3           |
| 2023 | Robert Galloway Miguel Ángel Reyes Varela | Guido Andreozzi Guillermo Durán            | 7:5, 7:65          |
| 2022 | Alexander Erler Lucas Miedler             | Hunter Reese Sem Verbeek                   | 7:65, 7:5          |
| 2021 | Marc Polmans Serhij Stachowskyj (2)       | Andrew Paulson Patrik Rikl                 | 7:64, 3;6, [10:7]  |
| 2020 | Artem Sitak Igor Zelenay                  | Karol Drzewiecki Szymon Walków             | 7:5, 6:4           |
| 2019 | Luca Margaroli Filip Polášek              | Thiemo de Bakker Tallon Griekspoor         | 6:4, 2:6, [10:8]   |
| 2018 | Attila Balázs Gonçalo Oliveira            | Lukáš Rosol Serhij Stachowskyj             | 6:0, 7:5           |
| 2017 | Jeevan Nedunchezhiyan Franko Škugor       | Rameez Junaid Lukáš Rosol                  | 6:3, 6:2           |
| 2016 | Sander Arends Sam Weissborn               | Lukáš Dlouhý Hans Podlipnik-Castillo       | 7:68, 6:74, [10:5] |
| 2015 | Andrej Martin Hans Podlipnik-Castillo     | Roman Jebavý Jan Šátral                    | 4:6, 7:5, [10:1]   |
| 2014 | Andrei Kusnezow Adrián Menéndez           | Alessandro Motti Matteo Viola              | 4:6, 6:3, [10:8]   |
| 2013 | Steve Darcis Olivier Rochus               | Tomasz Bednarek Mateusz Kowalczyk          | 7:5, 7:5           |
| 2012 | Radu Albot Teimuras Gabaschwili           | Adam Pavlásek Jiří Veselý                  | 7:5, 5:7, [10:8]   |
| 2011 | Olivier Charroin Stéphane Robert          | Andis Juška Alexander Kudrjawzew           | 6:4, 6:3           |
| 2010 | Martin Fischer Philipp Oswald             | Tomasz Bednarek Mateusz Kowalczyk          | 2:6, 7:66, [10:8]  |
| 2009 | Jan Hájek Robin Vik                       | Matúš Horečný Tomáš Janči                  | 6:2, 6:4           |
| 2008 | Serhij Stachowskyj (1) Tomáš Zíb          | Jan Hernych Igor Zelenay                   | 7:66, 3:6, [14:12] |
| 2007 | Bastian Knittel Lukáš Rosol               | Alexander Krasnoruzki Alexander Kudrjawzew | 2:6, 7:5, [11:9]   |
| 2006 | Jaroslav Pospíšil Pavel Šnobel (2)        | Philipp Marx Torsten Popp                  | 6:4, 6:73, [10:6]  |
| 2005 | Pavel Šnobel (1) Martin Štěpánek          | Tomáš Cibulec Mariusz Fyrstenberg          | 7:61, 2:6, 7:64    |
| 2004 | Tuomas Ketola Petr Pála                   | Łukasz Kubot Tomáš Zíb                     | 6:4, 6:4           |